# Conferência Mundial sobre a Mulher
As Conferências Mundiais sobre a Mulher foram reuniões internacionais criadas pela Organização das Nações Unidas (ONU), com início no ano de 1975, para conscientizar a população mundial e os Estados sobre a persistência da discriminação contra as mulheres. Foram realizadas quatro conferências em quatro continentes diferentes, e essas conferências foram o marco no processo de eliminação de todas as formas de discriminação contra a mulher com as negociações de compromissos e de acordos internacionais criados durante essas reuniões.

## Conferências

### I Conferência Mundial sobre a Mulher
A primeira conferência ocorreu em 1975, na cidade do México, com o lema "Igualdade, Desenvolvimento e Paz". Compareceram 133 delegações, onde 113 delas tinham mulheres como líderes. Na conferências foi realizado o Fórum de Organizações Não-Governamentais, com a participação de quatro mil ativistas.
Na primeira conferência foi criado o Plano Mundial de Ação, que traçava metas para os Estados com o objetivo de acabar com a discriminação de gênero, ampliar a participação das mulheres na paz mundial e no desenvolvimento. Foi criado também o Fundo de Contribuições Voluntárias das Nações Unidas que, em 1985, foi convertido para Fundo de Desenvolvimento das Nações Unidas para a Mulher (UNIFEM) e também foi criado o Instituto Internacional de Treinamento e Pesquisa para a Promoção da Mulher (INSTRAW).

### II Conferência Mundial sobre a Mulher
A segunda conferência ocorreu em 1980, na cidade de Copenhague, com o lema "Educação, Emprego e Saúde".
Na segunda conferência foi constatado que houve pouco interesse dos Estados no combate às desigualdades de gênero e nos investimentos para serviços sociais de apoio as mulheres. E poucas mulheres nos cargos de decisões. Houve a necessidade de ações mais fortes e pressão da sociedade civil. Foram criadas medidas para a igualdade na participação social e política e nos cargos de decisões. E criou-se o compromisso de igualdade no acesso à educação, oportunidades no trabalho e atenção à saúde das mulheres. Foi aprovado a Convenção pela Eliminação de Todas as Formas de Discriminação Contra as Mulheres (CEDAW)

### III Conferência Mundial sobre a Mulher
A terceira conferência ocorreu em 1985, na cidade de Nairóbi, com o lema "Estratégias Orientadas ao Futuro, para o Desenvolvimento da Mulher até o Ano 2000".
Na terceira conferência foi estabelecido total integração das Estratégias para o Futuro nos programas sociais e econômicos da ONU, com a Resolução sobre o papel da Comissão sobre o Status da Mulher (CSW) e foi declarado que todos os problemas humanos eram também problemas das mulheres, portanto, elas teriam direito na participação e na gestão de todas as questões humanas.

### IV Conferência Mundial sobre a Mulher
A quarta conferência ocorreu em 1995, na cidade de Pequim, com o lema "Ação para a Igualdade, o Desenvolvimento e a Paz". Compareceram mais de dezessete mil pessoas na conferência e mais de trinta mil pessoas no Fórum de Organizações Não-Governamentais. Foram realizadas dezesseis reuniões plenárias com a participação de representantes de 197 países, organizações internacionais e organizações não governamentais.
Na quarta conferência, foi criado um documento chamado "Declaração e Plataforma de Ação de Pequim”. Neste documento são estabelecidas doze áreas de trabalho para atuação dos governos para promover a igualdade entre gêneros. As áreas estabelecidas foram: Mulheres e pobreza; Educação e Capacitação de Mulheres; Mulheres e Saúde; Violência contra as Mulheres; Mulheres e Conflitos Armados; Mulheres e Economia; Mulheres no Poder e na liderança; Mecanismos institucionais para o Avanço das Mulheres; Direitos Humanos das Mulheres; Mulheres e a mídia; Mulheres e Meio Ambiente; Direitos das Meninas.